# Президентские выборы в Киргизской ССР (1990)
Первые президентские выборы в Киргизской ССР прошли в октябре 1990 года задолго до распада СССР. Выборы проходили в два тура: первый состоялся 22 октября, а второй — 27 октября. В кандидаты числились Аскар Акаев, Садыкбек Аблесов, Эсенбек Дуйшеев, Насирдин Исанов, Амангельды Муралиев и Бекмамат Осмонов. Кандидаты в президенты Абсамат Масалиев, Апас Джумагулов и Джумгалбек Аманбаев были исключены по причине того, что они не набрали нужных голосов. Результатом стала победа Акаева во втором туре, где он набрал 179 из 350 голосов, тем самым войдя в историю как первый и последний президент Киргизской ССР.

## Результаты
| Кандидаты       | Партии | Первый тур | Первый тур | Второй тур | Второй тур |
| Кандидаты       | Партии | Голоса     | %          | Голоса     | %          |
| --------------- | ------ | ---------- | ---------- | ---------- | ---------- |
| Аскар Акаев     | КПК    | 147        | 49.0       | 179        | 51.1       |
| Насирдин Исанов | КПК    | 74         | 24.7       | 171        | 48.9       |
| Остальные       | КПК    | 79         | 26.3       |            |            |
| Всего           | Всего  | 350        | 100.0      | 350        | 100.0      |